# Pinnixa valerii
Pinnixa valerii is een krabbensoort uit de familie van de Pinnotheridae. De wetenschappelijke naam van de soort is voor het eerst geldig gepubliceerd in 1931 door Rathbun.